# عرض زمین‌مغناطیسی
عرض زمین‌مغناطیسی یا عرض ژئومغناطیسی (MLAT) یک پارامتر شبیه به عرض جغرافیایی است، فقط به جای اینکه نسبت به قطب‌های جغرافیایی تعریف شود، توسط محور دوقطبی ژئومغناطیسی تعریف می‌شود. مدل دوقطبی میدان مغناطیسی زمین را می‌توان به‌طور دقیق از میدان مرجع زمین‌مغناطیسی بین‌المللی (IGRF) استخراج کرد.